# ストックホルム国際博覧会 (1936年)
1936年のストックホルム国際博覧会（ストックホルムこくさいはくらんかい、Internationella Luftfartsutstallningen i Stokholm, Stockholm Expo 1936）は、史上初の認定博（特別博）であり、1936年5月15日から6月1日にかけてスウェーデンのストックホルムで開催された国際博覧会（特別博）である。